# الأسكان

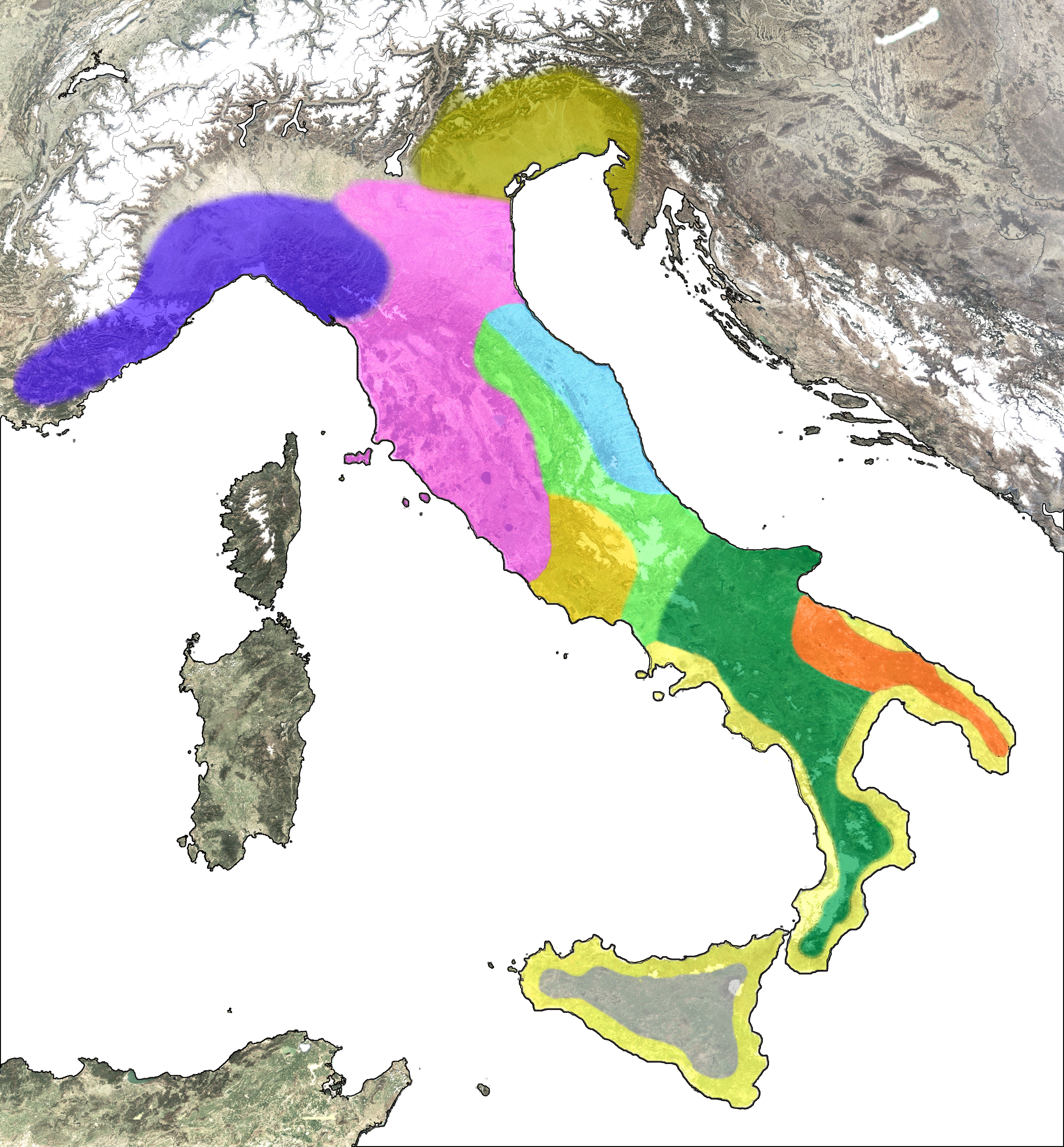

الأوسكان (بالإيطالية: Osci)، (بالإنجليزية: Oscans or Opicans)‏ ،هو شعب إيطاليقي قديم عاش فيما يعرف الآن بإقليم كامبانيا في جنوب إيطاليا، خضعوا في القرن الخامس قبل الميلاد لحكم شعب سامنيت الذين اندمجوا معهم قبل أن يخضعوا لحكم الرومان، تكلموا اللغة الأسكانية وتعد من اللغات الإيطاليقية ذات الأصول الهند أوروبية، مثل اللغات اللاتينية والفاليسكانية والأومبرية.
اشتغل الأسكان بالزراعة.